# سماهنی
سماهنی (به انگلیسی: Samahni) یک منطقهٔ مسکونی در پاکستان است که در کشمیر آزاد واقع شده‌است. سماهنی ۱٬۵۳۱ متر بالاتر از سطح دریا واقع شده‌است.